# Нільс Герман Квідінг
Квідінґ Нільс Герман (швед. Nils Herman Quiding; 30 серпня 1808 року — 26 грудня 1886 року) — шведський соціаліст-утопіст. В 1838—1842 роках — редактор ліберальної газети «Malmö Tidning», в 1862—1863 роках — представник третього стану м. Мальме в риксдагу, член міського суду.

## Утопічний соціалізм
У творі «Остаточний розрахунок закону шведської держави», опублікованого під псевдонімом Нільс Нільсон, робочий хлопець (швед. Nils Nilsson Arbetskarl), Квідінг викривав класові протиріччя в капіталістичному суспільстві і зазначав, що приватна власність і привласнення продуктів праці «верхнім класом» є причиною бідності «нижнього класу», а також воєн, злочинності і поневолення жінки. Теорія держави Квідінга виходила з того, що груба сила створила закон, а закон зміцнив становище панівного класу. Піддавши критиці сучасний йому політичний лад, Квідінг висунув утопічний проект майбутнього комуністичного суспільства, багато рис котрого запозичені ним у Фур'є. Називаючи міста паразитичними наростами на тілі суспільства, він пропонував систему децентралізації: в кожній комуні має жити не більше 5000 чоловік.
Ідеї Квідінга здійснили певний вплив на шведського письменника Стріндберга, шведських соціал-демократів Карла Брантінга та Акселя Даніельссона. Терміни Квідінга (швед. «underklass» och «överklass») у Швеції отримали поширення саме завдяки книзі Квідінга.

## Твори Нільса Квідінга
1. Slutliqvid med Sveriges lag, i fyra böcker uppgjord av Nils Nilsson, arbetskarl. 1860—1876. 1886. Faksimilupplaga 1978.
2. Svenskt allmänt författningsregister för tiden från år 1522 till och med år 1862. 1865.